# Жаманкудук
Жаманкудук (каз. Жаманқұдық) — упразднённое село в Акжаикском районе Западно-Казахстанской области Казахстана. Упразднено в 2020 г. Входило в состав Базаршоланского сельского округа. Код КАТО — 273245208.

## Население
В 1999 году население села составляло 239 человек (127 мужчин и 112 женщин). По данным переписи 2009 года, в селе проживало 137 человек (71 мужчина и 66 женщин).